# Jenkka
Jenkka ist ein finnischer Tanz. Die Schritte dieses Tanzes haben ihren Ursprung im Volkstanz, in vielen finnischen Volkstänzen kommen die Jenkka-Schritte vor. Das Tempo liegt generell bei etwa 140 Schritten pro Minute.
Der Mann steht links neben der Frau, beide stehen in Tanzrichtung (immer gegen den Uhrzeigersinn durch den Saal), die beiden inneren Arme sind gegenseitig um die Hüfte gelegt. Der Mann geht links–rechts–links und hüpft einmal auf dem linken Bein. Die Frau gegengleich rechts-links-rechts-rechts. Beim nächsten Takt beginnt der Mann rechts, die Frau links.
Dann fassen sich die beiden äußeren Hände, man nimmt also die klassische Tanzhaltung ein und tanzt zwei schnelle Drehungen im Uhrzeigersinn im Hüpfschritt: links – links – rechts – rechts – links – links – rechts – rechts(Mann) bzw. die Frau rechts – rechts – links – links – rechts – rechts – links – links.
Jetzt muss man wieder in Tanzrichtung stehen, und die beiden äußeren Hände lassen sich los. Dann kommt der nächste Durchgang. Jeder Durchgang besteht also aus vier 4/4-Takten. Man darf nicht starten, wann man will, sondern erst, wenn die Melodie einen solchen Durchgang beginnt.
Der Jenkka zählt trotz seiner Wurzeln zu den finnischen Gesellschaftstänzen. Besonders Georg Malmstén komponierte zwischen 1930 und 1970 zahlreiche Jenkkas, die in Finnland sehr beliebt wurden. International bekannt wurde eine Komposition namens „Letkajenkka“, eine Melodie im typischen Jenkka-Rhythmus, zu der aber neue Schritte erfunden wurden und die unter dem Namen Letkiss im Jahr 1965 vom Orchester Roberto Delgado zu einem Modetanz wurde.